# Braunau (distrito)
| Distrito de Braunau                                          |                                           |
| Estado                                                       | Alta Áustria                              |
| Capital                                                      | Braunau am Inn                            |
| Área                                                         | 1 040,84 km²                              |
| População                                                    | 106 492 habitantes (1 de janeiro de 2021) |
| Densidade                                                    | 100 hab./km²                              |
| Website                                                      | Site oficial                              |
| Localização de Distrito de Braunau no estado de Alta Áustria |                                           |
|                                                              |                                           |

Braunau é um distrito da Áustria localizado no estado da Alta Áustria.

## Cidades e municípios
Braunau possui 46 municípios, 3 deles com estatuto de cidade (Stadtgemeinde) e 5 com estatuto de mercado (Marktgemeinde):

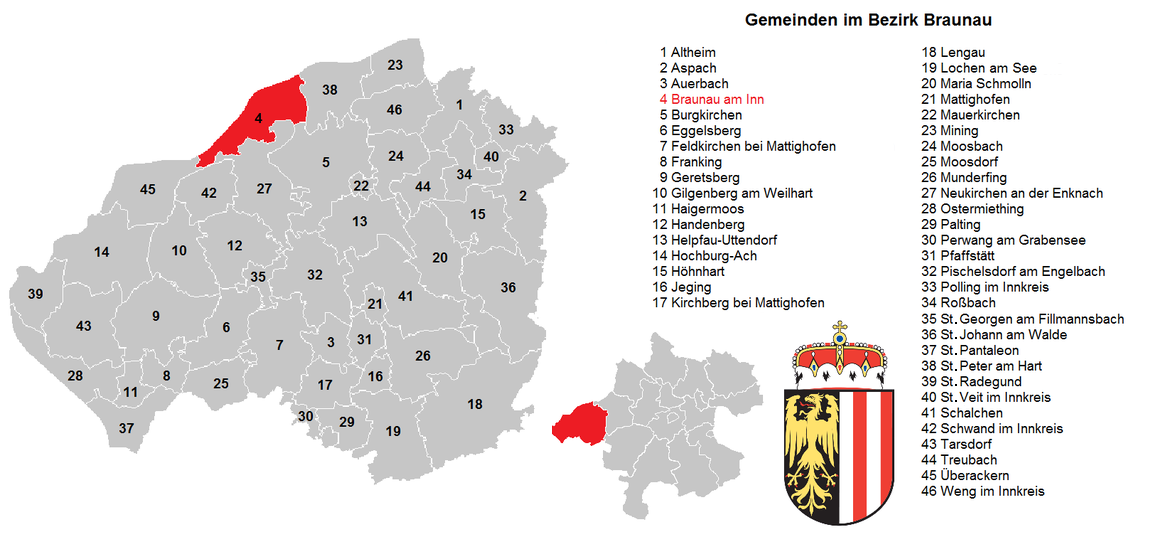
Municípios do distrito de Braunau

| Cidades: 1. Braunau am Inn 2. Mattighofen 3. Altheim Mercados: 1. Aspach 2. Helpfau-Uttendorf 3. Mauerkirchen 4. Ostermiething 5. Eggelsberg | Municípios: 1. Auerbach 2. Burgkirchen 3. Feldkirchen bei Mattighofen 4. Franking 5. Geretsberg 6. Gilgenberg am Weilhart 7. Haigermoos 8. Handenberg 9. Hochburg-Ach 10. Höhnhart 11. Jeging 12. Kirchberg bei Mattighofen 13. Lengau 14. Lochen am See 15. Maria Schmolln 16. Mining 17. Moosbach 18. Moosdorf 19. Munderfing 20. Neukirchen an der Enknach 21. Palting 22. Perwang am Grabensee 23. Pfaffstätt 24. Pischelsdorf am Engelbach 25. Polling im Innkreis 26. Roßbach 27. St. Georgen am Fillmannsbach 28. St. Johann am Walde 29. St. Pantaleon 30. St. Peter am Hart 31. St. Radegund 32. St. Veit im Innkreis 33. Schalchen 34. Schwand im Innkreis 35. Tarsdorf 36. Treubach 37. Überackern 38. Weng im Innkreis |